# Церковь Сент-Джонс (Гонконг)

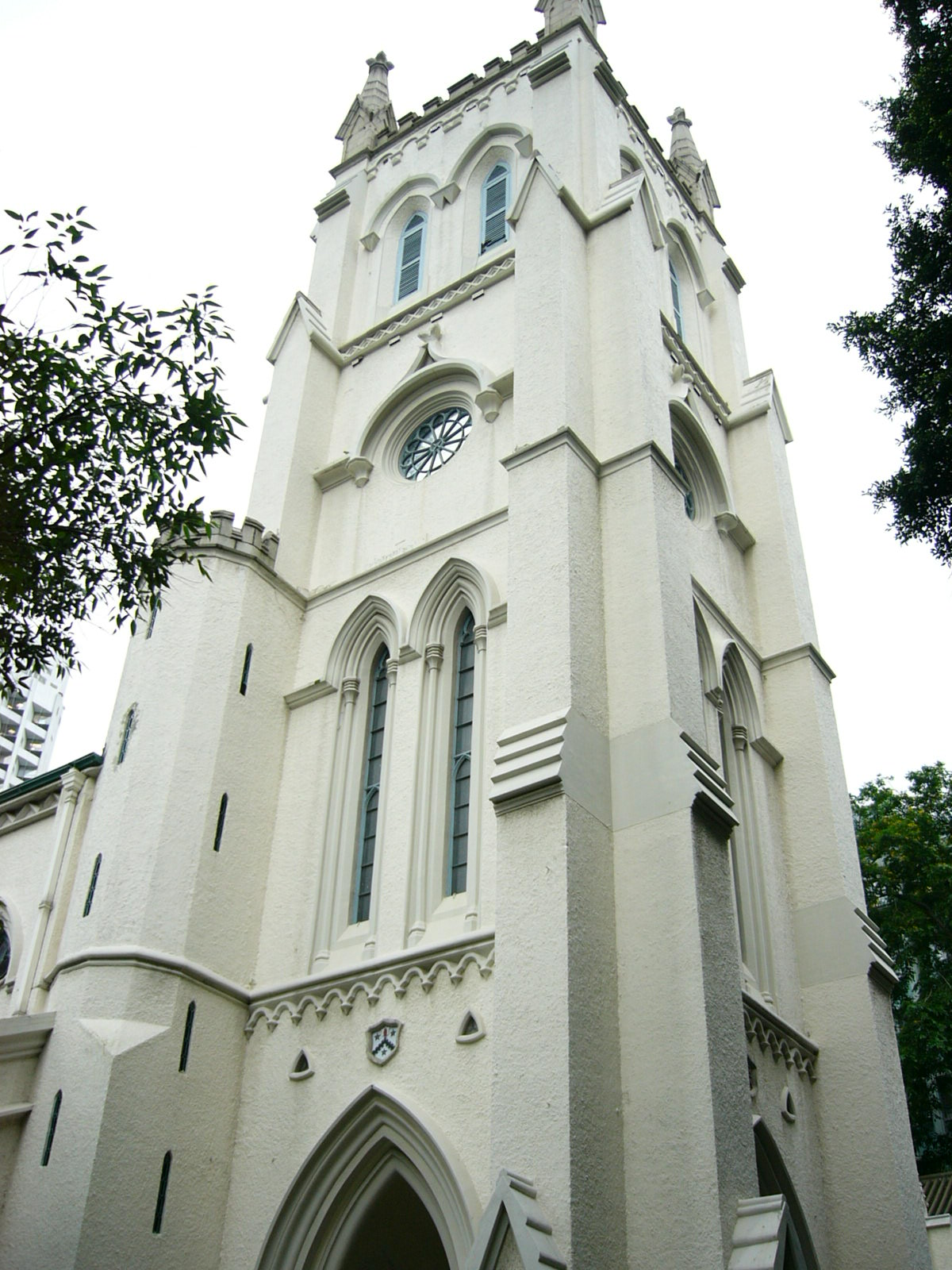
Церковь Сент-Джонс

Кафедральный собор Сент-Джонс, церковь Святого Иоанна Евангелиста (聖約翰座堂, The Cathedral Church of St. John the Evangelist или St. John's Cathedral) — главный англиканский храм Гонконга (англиканской епархии острова Гонконг), резиденция англиканского архиепископа Гонконга, расположен на Гарден-роуд в округе Сентрал-энд-Вестерн (в центре одного из главных административных и финансовых кварталов). Это одно из старейших зданий города, самое старое христианское культовое сооружение из сохранившихся в Гонконге и самая древняя англиканская церковь на Дальнем Востоке.
Церковь Святого Иоанна Евангелиста — один из пяти кафедральных соборов Гонконга и один из трёх англиканских кафедральный соборов города. Строительство началось в 1847 году, первая служба в церкви прошла 11 марта 1849 года. После освобождения Гонконга от японской оккупации, во время которой храм был превращён в офицерский клуб, собор Сент-Джонс стал духовным центром англикан Китая и Японии (в 1951 году была образована отдельная епархия Гонконга, а Сент-Джонс стал её кафедральным собором). В 1981 году этнический китаец впервые стал англиканским епископом Гонконга. В январе 1996 года Сент-Джонс был объявлен историческим памятником Гонконга.
Церковь построена в стиле британской средневековой готики. Западная сторона колокольни украшена большими буквами VR в честь правления королевы Виктории, северная и южная стороны — гербами двух бывших губернаторов колонии. Первая скамья в южной части зала имеет королевский герб, так как раньше она была зарезервирована для губернатора и членов королевской семьи, посещавших Гонконг до 1997 года.
|          |             |             |
| Интерьер | Внешний вид | Внешний вид |

Рядом с собором в 1921 году губернатор Реджинальд Эдвард Стаббс установил большой мемориальный крест в память о британских солдатах, погибших во время Первой мировой войны. В 1952 году он был заменён на кельтский крест и посвящён погибшим в обеих мировых войнах. Каждый год британские ветераны и бывшие военнослужащие проводят у креста поминальную службу. Возле креста расположена надгробная плита британского солдата, погибшего в районе Ванчай при защите Гонконга за три дня до прекращения огня (единственная могила на территории собора).     